# Ordre de Saint-Philippe du Lion de Limbourg
Pour les articles homonymes, voir Ordre du Lion.

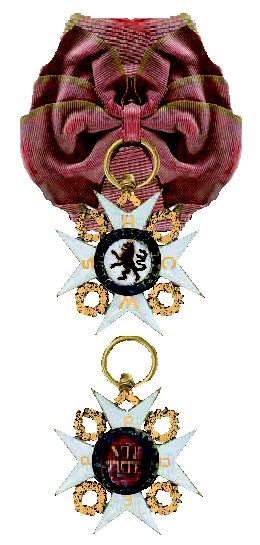
L’ordre de Saint-Philippe du Lion de Limbourg

L’ordre de Saint-Philippe du Lion de Limbourg (en allemand : Orden Sankt Phillipps zum Löwen), est un ordre de chevalerie créé en 1700 par les comtes de Limburg Stirum, monarques souverains des territoires du même nom en Westphalie. Cet ordre récompensait les personnes qui se distinguaient dans les domaines scientifique, artistique ou civil.

## Historique
L’ordre comptait trois grades : 
- grand-croix,
- commandeur et
- chevalier.

Le bijou de l’ordre était formé d’une croix de Malte avec des cercles d'or sur les pointes et des couronnes de lauriers sur la croix. Les lettres « H-S-C-W » étaient inscrites sur les bras de la croix.
En 1806, les comtes de Limburg Stirum furent médiatisés et ils perdirent la souveraineté sur leurs comtés. Pourtant, l'ordre fut encore modifié en 1838 par l'ajout de deux grades : les médailles d'or et d'argent.

## Sources
- (en) Cet article est partiellement ou en totalité issu de l’article de Wikipédia en anglais intitulé « Order of St Philip of the Lion of Limburg » (voir la liste des auteurs).